# Cnemolia janssensi
Cnemolia janssensi là một loài bọ cánh cứng trong họ Cerambycidae.